# Дискографія Spice Girls
Дискографія британського дівочого поп-гурту Spice Girls складається з трьох студійних альбомів, однієї збірок, одинадцяти синглів та шістнадцяти відеокліпів.

## Альбоми

### Студійні альбоми
| Назва      | Деталі                                                                       | Найвищі позиції | Найвищі позиції | Найвищі позиції | Найвищі позиції | Найвищі позиції | Найвищі позиції | Найвищі позиції | Найвищі позиції | Найвищі позиції | Найвищі позиції | Продажі                                                              | Сертифікації |
| Назва      | Деталі                                                                       | UK              | AUS             | CAN             | GER             | IRE             | NLD             | NZ              | SWE             | SWI             | US              | Продажі                                                              | Сертифікації |
| ---------- | ---------------------------------------------------------------------------- | --------------- | --------------- | --------------- | --------------- | --------------- | --------------- | --------------- | --------------- | --------------- | --------------- | -------------------------------------------------------------------- | --- |
| Spice      | - Випущений: 4 листопада 1996 - Лейбл: Virgin (#V2812) - Формати: CD, касета | 1               | 3               | 1               | 6               | 1               | 1               | 1               | 1               | 5               | 1               | - UK: 2,928,739 - FRA: 1,074,800 - US: 10,000,000 - Світ: 23,000,000 | - UK: 10 × Платиновий - AUS: 6 × Платиновий - CAN: Діамантовий - FRA: Діамантовий - GER: 3 × Золотий - NZ: 7 × Платиновий - SWE: 2 × Платиновий - SWI: 2 × Платиновий - US: 7 × Платиновий |
| Spiceworld | - Випущений: 3 листопада 1997 - Лейбл: Virgin (#V2850) - Формати: CD, касета | 1               | 2               | 2               | 4               | 1               | 1               | 1               | 3               | 2               | 3               | - FRA: 629,500 - US: 4,100,000 - World: 20,000,000                   | - UK: 5 × Платиновий - AUS: 6 × Платиновий - CAN: Діамантовий - FRA: 2 × Платиновий - GER: Платиновий - NZ: 3 × Платиновий - SWE: 2× Платиновий - SWI: 2 × Платиновий - US: 4 × Платиновий |
| Forever    | - Випущений: 6 листопада 2000 - Лейбл: Virgin (#V2928) - Формати: CD, касета | 2               | 9               | 6               | 6               | 15              | 30              | 25              | 24              | 11              | 39              | - UK: 300,000 - US: 207,000                                          | - UK: Платиновий - AUS: Золотий - CAN: 2 × Платиновий - GER: Золотий - NZ: Золотий - SWI: Платиновий                                                                                       |

### Збірки
| Назва         | Деталі                                                                                            | Найвищі позиції в чартах | Найвищі позиції в чартах | Найвищі позиції в чартах | Найвищі позиції в чартах | Найвищі позиції в чартах | Найвищі позиції в чартах | Найвищі позиції в чартах | Найвищі позиції в чартах | Найвищі позиції в чартах | Найвищі позиції в чартах | Сертифікації                                                    |
| Назва         | Деталі                                                                                            | UK                       | AUS                      | CAN                      | GER                      | IRE                      | NLD                      | NZ                       | SWE                      | SWI                      | US                       | Сертифікації                                                    |
| ------------- | ------------------------------------------------------------------------------------------------- | ------------------------ | ------------------------ | ------------------------ | ------------------------ | ------------------------ | ------------------------ | ------------------------ | ------------------------ | ------------------------ | ------------------------ | --------------------------------------------------------------- |
| Greatest Hits | - Випущений: 9 листопада 2007 - Лейбл: Virgin (#50999 508382-2-6) - Формати: CD, digital download | 2                        | 1                        | 11                       | 50                       | 9                        | 73                       | 15                       | 50                       | 52                       | 93                       | - UK: Платиновий - AUS: Платиновий - CAN: Золотий - NZ: Золотий |

## Сингли
| Сингл                               | Рік  | Найвищі позиції в чартах | Найвищі позиції в чартах | Найвищі позиції в чартах | Найвищі позиції в чартах | Найвищі позиції в чартах | Найвищі позиції в чартах | Найвищі позиції в чартах | Найвищі позиції в чартах | Найвищі позиції в чартах | Найвищі позиції в чартах | Сертифікації | Альбом        |
| Сингл                               | Рік  | UK                       | AUS                      | FRA                      | GER                      | IRE                      | NL                       | NZ                       | SWE                      | SWI                      | US                       | Сертифікації | Альбом        |
| ----------------------------------- | ---- | ------------------------ | ------------------------ | ------------------------ | ------------------------ | ------------------------ | ------------------------ | ------------------------ | ------------------------ | ------------------------ | ------------------------ | --- | ------------- |
| «Wannabe»                           | 1996 | 1                        | 1                        | 1                        | 1                        | 1                        | 1                        | 1                        | 1                        | 1                        | 1                        | - UK: Платиновий - AUS: 2 × Платиновий - FRA: Діамантовий - GER: Золотий - SWE: Золотий - SWI: Золотий - US: Платиновий | Spice         |
| «Say You'll Be There»               | 1996 | 1                        | 12                       | 2                        | 16                       | 2                        | 6                        | 2                        | 4                        | 4                        | 3                        | - UK: Платиновий - AUS: Золотий - FRA: Золотий - US: Золотий                                                            | Spice         |
| «2 Become 1»                        | 1996 | 1                        | 2                        | 4                        | 13                       | 1                        | 3                        | 3                        | 7                        | 10                       | 4                        | - UK: Платиновий - AUS: Платиновий - FRA: Золотий - US: Золотий                                                         | Spice         |
| «Who Do You Think You Are» / «Mama» | 1997 | 1                        | 13                       | 16                       | 4                        | 1                        | 2                        | 6                        | 5                        | 6                        | —                        | - UK: Платиновий - FRA: Срібний - GER: Золотий - SWE: Золотий                                                           | Spice         |
| «Spice Up Your Life»                | 1997 | 1                        | 8                        | 3                        | 14                       | 2                        | 2                        | 2                        | 2                        | 5                        | 18                       | - UK: Платиновий - AUS: Платиновий - FRA: Золотий - SWE: Платиновий - US: Золотий                                       | Spiceworld    |
| «Too Much»                          | 1997 | 1                        | 9                        | 20                       | 21                       | 4                        | 15                       | 9                        | 18                       | 18                       | 9                        | - UK: Платиновий - AUS: Золотий - FRA: Silver                                                                           | Spiceworld    |
| «Stop»                              | 1998 | 2                        | 5                        | 12                       | 35                       | 3                        | 6                        | 9                        | 8                        | 20                       | 16                       | - UK: Срібний - AUS: Золотий - FRA: Срібний                                                                             | Spiceworld    |
| «Viva Forever»                      | 1998 | 1                        | 2                        | 18                       | 4                        | 2                        | 7                        | 1                        | 6                        | 3                        | —                        | - UK: Платиновий - AUS: Платиновий - FRA: Срібний - GER: Золотий - SWE: Золотий - SWI: Золотий                          | Spiceworld    |
| «Goodbye»                           | 1998 | 1                        | 3                        | 21                       | 17                       | 1                        | 4                        | 1                        | 2                        | 8                        | 11                       | - UK: Платиновий - AUS: Платиновий - CAN: 2 × Платиновий - NZ: Платиновий - SWE: Золотий - US: Золотий                  | Forever       |
| «Holler» / «Let Love Lead the Way»  | 2000 | 1                        | 2                        | 44                       | 17                       | 3                        | 15                       | 2                        | 8                        | 15                       | —                        | - UK: Срібний - AUS: Платиновий - NZ: Золотий                                                                           | Forever       |
| «Headlines (Friendship Never Ends)» | 2007 | 11                       | 74                       | —                        | 46                       | 29                       | —                        | —                        | 3                        | —                        | 90                       | | Greatest Hits |

### З іншими виконавцями
| Сингл                                           | Рік  | Найвищі позиції в чартах | Найвищі позиції в чартах | Альбом            |
| Сингл                                           | Рік  | UK                       | SWI                      | Альбом            |
| ----------------------------------------------- | ---- | ------------------------ | ------------------------ | ----------------- |
| «(How Does It Feel to Be) On Top of the World?» | 1998 | 9                        | —                        | Благодійний сингл |
| «It's Only Rock 'n Roll (But I Like It)»        | 1999 | 19                       | 92                       | Благодійний сингл |

### Промо-пісні
| Пісня                         | Рік  | Notes |
| ----------------------------- | ---- | ----- |
| «Power of Five»               | 1997 |       |
| «Step to Me»                  | 1997 |       |
| «Move Over (Generation Next)» | 1997 |       |
| «If You Wanna Have Some Fun»  | 2001 |       |

## Відео-альбоми
| Рік  | Деталі                                                                                             | Сертифікації                            |
| ---- | -------------------------------------------------------------------------------------------------- | --------------------------------------- |
| 1997 | One Hour of Girl Power - Випущено: 14 квітня 1997 - Лейбл: Virgin - Формат: VHS                    | CAN: 8 × Платиновий FRA: 3 × Платиновий |
| 1997 | Girl Power! Live in Istanbul - Випущено: Грудень 1997 - Лейбл: Virgin - Формат: VHS, DVD           | US: Платиновий FRA: Діамантовий         |
| 1998 | Live at Wembley Stadium - Випущено: 16 листопада 1998 - Лейбл: Virgin - Формати: VHS, DVD          | US: Платиновий                          |
| 1999 | Spice Girls in America: A Tour Story - Випущено: 7 червня 1999 - Лейбл: Virgin - Формати: VHS, DVD |                                         |

## Музичні відео
| Рік  | Пісня                                          | Режисер(и)                   |
| ---- | ---------------------------------------------- | ---------------------------- |
| 1996 | «Wannabe»                                      | Jhoan Camitz                 |
| 1996 | «Say You'll Be There»                          | Vaughan Arnell               |
| 1996 | «2 Become 1»                                   | Big TV!                      |
| 1997 | «Mama»                                         | Big TV!                      |
| 1997 | «Who Do You Think You Are»                     | Greg Masuak                  |
| 1997 | «Who Do You Think You Are»                     | Greg Masuak                  |
| 1997 | «Spice Up Your Life»                           | Marcus Nispel                |
| 1997 | «Too Much»                                     | Howard Greenhalgh            |
| 1998 | «Stop»                                         | James Brown                  |
| 1998 | «(How Does it Feel to Be) On Top of the World» | Невідомо                     |
| 1998 | «Viva Forever»                                 | Steve Box                    |
| 1998 | «Goodbye»                                      | Howard Greenhalgh            |
| 2000 | «Holler»                                       | Jake Nava                    |
| 2000 | «Let Love Lead the Way»                        | Greg Masuak                  |
| 2000 | «If You Wanna Have Some Fun»                   | Компіляція попередніх кліпів |
| 2007 | «Headlines (Friendship Never Ends)»            | Anthony Mandler              |